# Anselmo Silvino
Anselmo Silvino (né le 23 novembre 1945  à Teramo) est un haltérophile italien

## Biographie
Anselmo Silvino a représenté son pays lors des Jeux olympiques d'été de 1968 et des Jeux olympiques d'été de 1972. Lors de ces derniers, il remporte la médaille de bronze.

## Palmarès
- Jeux olympiques de 1972 à Munich,  Allemagne
  -  Médaille de bronze